# Jingyuan, Gansu
Jingyuan, tidigare stavat Tsingyüan, är ett härad inom Baiyins stad på prefekturnivå i provinsen Gansu i nordvästra Kina.
Häradet består av två geografiskt åtskilda områden, med stadsdistriktet Pingchuan mellan dem. 
Jingyuan är indelat i 13 köpingar och fem socknar.
Köpingar (zhen):

- Beitan (北滩镇)
- Beiwan (北湾镇)
- Dalu (大芦镇)
- Dongsheng (东升镇)
- Dongwan (东湾镇)
- Gaowan (高湾镇)
- Liuchuan (刘川镇)
- Mitan (糜滩镇)
- Pingbao (平堡镇)
- Santan (三滩镇)
- Shuanglong (双龙镇)
- Wuhe (五合镇)
- Wulan (乌兰镇)

Socknar (xiang):

- Jing'an (靖安乡)
- Ruoli (若笠乡)
- Shimen (石门乡)
- Xinglong (兴隆乡)
- Yongxin (永新乡)